# د وار آن دراگس (گروه موسیقی)
دِ وارْ آن دِراگس "The War on Drugs" یک گروه موسیقی آلترناتیو راک آمریکایی اهل فیلادلفیا، پنسیلوانیا است که در سال ۲۰۰۵ تأسیس شد. این گروه به عنوان یکی از نمایندگان برجستهٔ جنبش موسیقی آلترناتیو و راک آندرگراند معاصر محسوب می‌شود. ترکیبی از سبک‌های مختلف مانند راک، آلترناتیو، فلکس‌پاپ و آمبینت را در موسیقی این گروه می‌توان تشخیص داد.

گروه متشکل از آدام گراندوسیل، خواننده، ترانه‌سرا، گیتاریست و تنظیم‌کننده اصلی گروه و از بنیان‌گذاران و اعضای اصلی، دیوید هارتلی (گیتار باس)، رابی بنت (کیبورد)، چارلی هال (درامز)، جان ناچز (ساکسیفون، کیبورد)، آنتونی لامارکا (گیتار) و الیزا هاردی جونز (پرکاشن) هستند. گروه دارای ترکیبی متغیر از هنرمندان است که در طول زمان به گروه پیوسته‌اند. 

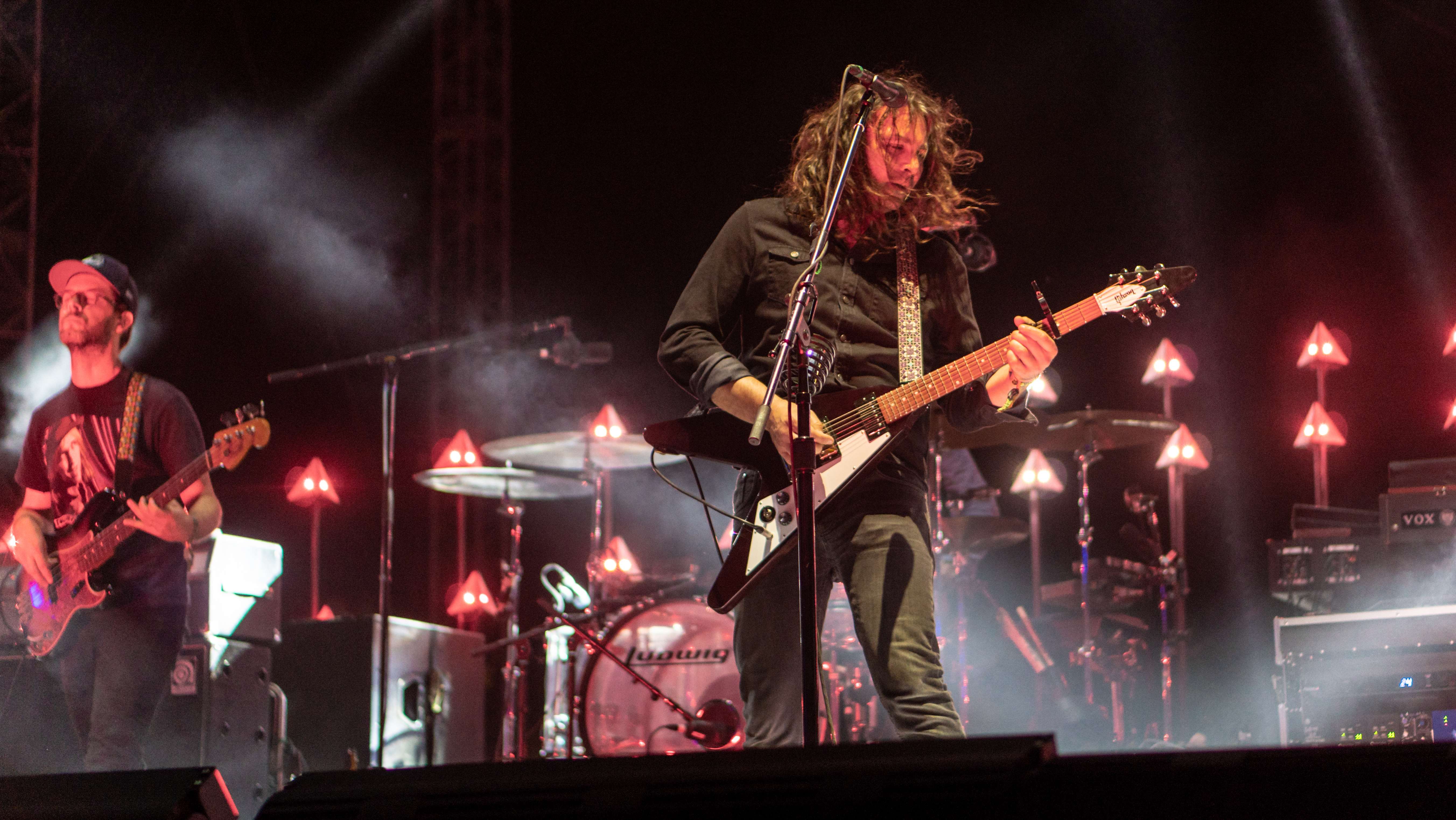
دِ وارْ آن دِراگس در حال اجرا در کوچلا در آوریل ۲۰۱۸

آلبوم اول این گروه با نام "Wagonwheel Blues" در سال ۲۰۰۸ منتشر شد، اما شهرت و شناخت وسیع‌تر آن با آلبوم دومش به نام "Slave Ambient" از سال ۲۰۱۱ به دست آمد. آلبوم‌های بعدی گروه، به ویژه Lost in the Dream (۲۰۱۴) و A Deeper Understanding (۲۰۱۷)، به اوج شهرت و موفقیت رسیدند.
این گروه شش نفره با امضای آتلانتیک رکوردز، چهارمین آلبوم استادیویی خود را با نام A Deeper Understanding در سال ۲۰۱۷ منتشر کرد. در سال ۲۰۱۸، «دِ وارْ آن دِراگس» با آلبوم «A Deeper Understanding» برندهٔ جایزهٔ گرمی برای بهترین آلبوم راک در شصتمین جوایز سالانه گرمی شد. این گروه پنجمین آلبوم خود را با نام «دیگر اینجا زندگی نمی‌کنم»، در سال ۲۰۲۱ منتشر کرد.
موسیقی «دِ وارْ آن دِراگس» برای ملودی‌های پویا، آرامش‌بخش و غمگین، متن‌های عمیق و همچنین تلفیق صداهای گیتار و الکترونیک شناخته می‌شود. آن‌ها از دهه ۸۰ و ۹۰ میلادی الهام گرفته‌اند، اما موسیقی‌شان به‌طور منحصر به فردی درآمیخته و بازتاب خلاقیت و تأثیرگذاری آن‌ها در دنیای موسیقی آلترناتیو قابل تشخیص است.

## سبک موسیقی
سبک موسیقی این گروه به عنوان ایندی راک، هارت‌لند راک و نئو-سایکدلیا، و همچنین آمریکانا توصیف شده‌است. رویکرد شعری آنها تحت تأثیر دیلن و اسپرینگستین با موسیقی تام پتی و سونیک یوت هماهنگ شده‌است و برای راک و رول آمریکایی ریشه‌دار، از رویکرد سینث‌سایزر و گیتار استفاده می‌کند. آنها نه تنها از هنرمندانی مانند بروس اسپرینگستین، تاک تاک، و «گروه مورد علاقه مدرن امروزی» گراندوسیل، Wilco الهام می‌گیرند، بلکه موجی از گیتارداران مستقل با سینث‌سایزر لایه‌ای را نیز الهام بخشیده‌اند.

## اعضا
اعضای کنونی

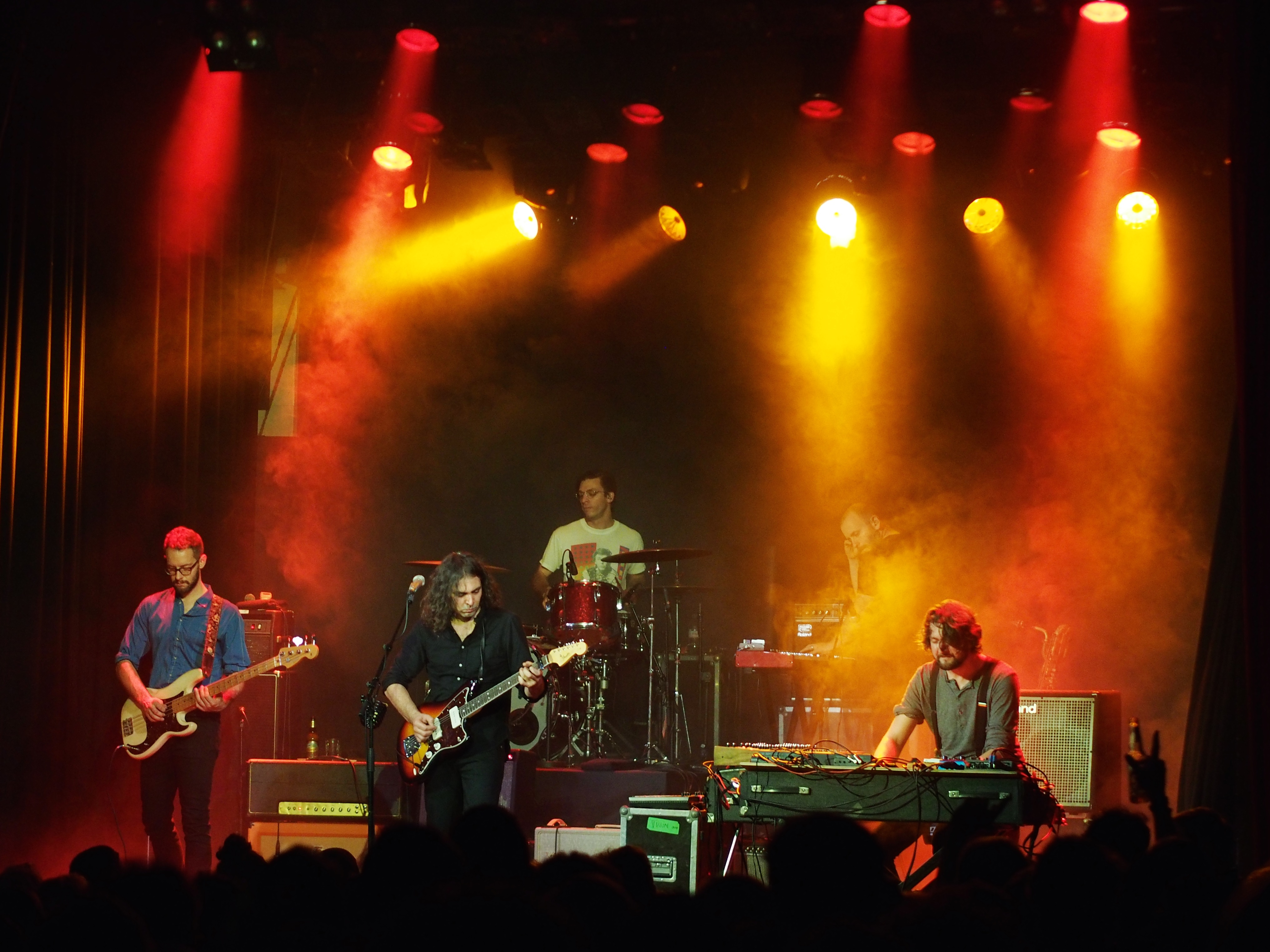
نمایش دِ وارْ آن دِراگس در کلوپ Kaufleuten در زوریخ، ۲۰۱۴

- آدام گراندوسیل - خواننده اصلی، گیتار لید، سازدهنی، کیبورد، سمپلر (2005-اکنون)
- دیوید هارتلی - بیس، گیتار ریتم، بک وکال (2005-اکنون)
- رابی بنت - کیبورد، پیانو، ریتم و گیتار لید (2010-اکنون)
- چارلی هال - طبل (2013-اکنون)، ارگ (2008)
- جان ناچز - ساکسیفون، کیبورد (2014-اکنون)
- آنتونی لامارکا - گیتار ریتم و لید، کیبورد، بک وکال (2014-اکنون)

#### نوازندگان فعلی تور
- الیزا هاردی جونز - کیبورد، گیتار آکوستیک، سازهای کوبه ای، بک آواز (2021-اکنون)

اعضای سابق
- کورت ساموئل وایل - گیتار ریتم و لید، کیبورد، بک وکال (2005-2009)
- کایل لوید - درام (2008)
- مایک زنگی - درام، سازهای کوبه ای، سمپلر (2008-2010)
- استیون اورگو - درام، سازهای کوبه ای، سمپلر (2010-2012)
- پاتریک برکری - درام، پرکاشن (2012-2013)

## دیسکوگرافی

### آلبوم‌ها

#### آلبوم‌های استودیویی
- ۲۰۰۸ - Wagonwheel Blues
- ۲۰۱۱ - Slave Ambient
- ۲۰۱۴ - Lost in the Dream
- ۲۰۱۷ - A Deeper Understanding
- ۲۰۲۱ - I Don't Live Here Anymore

#### آلبوم‌های زنده
- ۲۰۲۰ - Live Drugs

### EPها
۲۰۰۸ - Barrel of Batteries
2010 - Future Weather

## جوایز و نامزدها

### جوایز گرمی
- ۲۰۱۸ - A Deeper Understanding - برنده جایزه بهترین آلبوم راک[۲]
- ۲۰۲۳ - Harmonia's Dream - نامزد بهترین آهنگ راک[۱۲]

### جوایز GAFFA سوئد
جوایز GAFFA (به سوئدی: GAFFA Priset) که از سال ۲۰۱۰ تحویل داده شده‌است، یک جایزه سوئدی است که به موسیقی محبوبی که توسط مجله ای به همین نام اهدا می‌شود، جایزه می‌دهد.

| سال  | نامزدی / اثر   | جایزه             | نتیجه    | منابع. |
| ---- | -------------- | ----------------- | -------- | ------ |
| ۲۰۱۸ | دِ وارْ آن دِراگس | بهترین گروه خارجی | نامزدشده | [ ۱۳ ] |